# أروكاريا غزيرة النمو
أروكاريا غزيرة النمو (الاسم العلمي:Araucaria luxurians) هي نوع من النباتات يتبع جنس الأروكاريا من الفصيلة الأروكارية.